# Thladiantha oliveri
Thladiantha oliveri är en gurkväxtart som beskrevs av Célestin Alfred Cogniaux och Seraphin Joseph Mottet. Thladiantha oliveri ingår i släktet berggurkor, och familjen gurkväxter. Inga underarter finns listade i Catalogue of Life.